# Версејлс (Индијана)
Версејлс (енгл. Versailles) град је у америчкој савезној држави Индијана.

## Демографија
По попису из 2010. године број становника је 2.113, што је 329 (18,4%) становника више него 2000. године.
| Група             | 2000.         | 2010.         |
| Белци             | 1.757 (98,5%) | 2.068 (97,9%) |
| Афроамериканци    | 1 (0,1%)      | 5 (0,2%)      |
| Азијати           | 3 (0,2%)      | 7 (0,3%)      |
| Хиспаноамериканци | 9 (0,5%)      | 9 (0,4%)      |
| Укупно            | 1.784         | 2.113         |